# Bohumil Vrzal
Bohumil Vrzal (31. července 1940 Náchod – 9. srpna 2004 Brno) byl český malíř, grafik, textilní výtvarník.

## Ocenění
- 1968 Čestné uznání za výstavnickou grafiku, Londýn
- 1969 Čestné uznání za soubor plastik na International Youth Festival of Arts, Edinburg, Skotsko
- 1995 Čestné uznání za mezinárodně úspěšnou tvorbu udělené k 25. výročí založení Konfese, volného sdružení výtvarníků, Brno
- 2000 Titul Honorífico Artista udělen Galerií Anagma-Arte Contemporáneo ve Valencii, Španělsko
- 2001 Čestné uznání v oboru malba, Konfese, Brno